# 키이라 나이틀리
키이라 나이틀리(영어: Keira Christina Knightley, OBE, 1985년 3월 26일 ~ )는 잉글랜드의 배우, 모델이다.
텔레비전을 통해 아역 배우로 경력을 쌓기 시작해 1995년 영화배우로 데뷔하였다. 2002년 영화 《슈팅 라이크 베컴》과 2003년 영화 《러브 액츄얼리》로 얼굴을 알렸고, 영화 《캐리비안의 해적》 시리즈 3부작을 통해 세계적인 톱스타로 발돋움했다.
이후 나이틀리는 《킹 아더》, 《오만과 편견》, 《어톤먼트》, 《공작부인: 세기의 스캔들》, 《런던 블러바드》, 《안나 카레니나》, 《비긴 어게인》 등 여러 작품에 출연하였다.
영화 《오만과 편견》으로 미국 아카데미 여우주연상에 첫 지명되었고, 전미 비평가 협회 여우주연상을 수상하였다.
2008년 포브스 발표에 의하면 할리우드에서 2번째로 가장 높은 개런티(32,000,000 달러)를 받은 것으로 알려졌다.

## 생애와 사생활
나이틀리는 잉글랜드 런던 테딩턴에서 태어났다. 어머니는 극작가 샤먼 맥도널드, 아버지는 배우 윌 나이틀리이며 형제로는 오빠 케일럽 나이틀리가 있다. 아버지는 잉글랜드인, 어머니는 스코틀랜드인과 웨일스인의 혼혈이다.
나이틀리는 리치먼드에 살며 스탠리 주니어 스쿨(Stanley Junior School)과 테딩턴 스쿨(Teddington School)을 거쳐 에셔 칼리지(Esher College)에 들어갔지만, 연기에 집중하기 위해 그만두었다. 이후 런던 음악 극예술 아카데미(LAMDA; London Academy of Music and Dramatic Art)에 들어갔다.
제이미 도넌과 2003년부터 2005년까지 교제하였고, 배우 루퍼트 프렌드와 2005년부터 2010년까지 5년간 교제하였지만 결별하였다. 이후 2011년 2월 음악가 제임스 라이턴과 만나기 시작해, 2012년 약혼을 하였고 딸이 한 명 있다.

## 작품 목록
| 영화            | 영화                                                                                   | 영화                               | 영화                    |
| 연도            | 제목                                                                                   | 역할                               | 참고                    |
| --------------- | -------------------------------------------------------------------------------------- | ---------------------------------- | ----------------------- |
| 1995년          | 이노센트 라이즈 Innocent Lies                                                          | 어린 셀리아 역                     | 데뷔작                  |
| 1999년          | 스타 워즈 에피소드 1: 보이지 않는 위험 Star Wars Episode I: The Phantom Menace         | 사베 (디코이 여왕) 역              |                         |
| 2001년          | 디플레이션 Deflation                                                                   | 조거 역                            | 단편 영화               |
| 2001년          | 더 홀 The Hole                                                                         | 프랜시스 '프랭클' 알몬드 스미스 역 |                         |
| 2001년          | 로빈 훗의 딸 Princess of Thieves                                                       | 그윈 역                            |                         |
| 2002년          | 썬더팬츠 Thunderpants                                                                  | 음악학교 학생 역                   |                         |
| 2002년          | 퓨어 Pure                                                                              | 루이스 역                          |                         |
| 2002년          | 슈팅 라이크 베컴 Bend It Like Beckham                                                  | 줄리엣 '줄리스' 팩스턴 역          |                         |
| 2002년          | New Year's Eve                                                                         | 레아 역                            |                         |
| 2002년          | Seasons Alter, TheThe Seasons Alter                                                    | 헬레나 역                          |                         |
| 2003년          | 러브 액츄얼리 Love Actually                                                            | 줄리엣 역                          |                         |
| 2003년          | 캐리비안의 해적: 블랙 펄의 저주 Pirates of the Caribbean: The Curse of the Black Pearl | 엘리자베스 스완 역                 |                         |
| 2004년          | 킹 아더 King Arthur                                                                    | 기네비어 역                        |                         |
| 2005년          | 오만과 편견 Pride & Prejudice                                                          | 엘리자베스 베넷 역                 |                         |
| 2005년          | 더 재킷 The Jacket                                                                     | 재키 프라이스 역                   |                         |
| 2005년          | 도미노 Domino                                                                          | 도미노 하비 역                     |                         |
| 2006년          | 캐리비안의 해적: 망자의 함 Pirates of the Caribbean: Dead Man's Chest                  | 엘리자베스 스완 역                 |                         |
| 2007년          | 어톤먼트 Atonement                                                                     | 세실리아 탤리스 역                 |                         |
| 2007년          | 실크 Silk                                                                              | 헬레네 존커 역                     |                         |
| 2007년          | 캐리비안의 해적: 세상의 끝에서 Pirates of the Caribbean: At World's End                | 엘리자베스 스완 역                 |                         |
| 2008년          | 공작부인: 세기의 스캔들 The Duchess                                                    | 공작부인, 조지아나 역              |                         |
| 2008년          | 사랑의 순간 The Edge of Love                                                           | 베라 필립스 역                     |                         |
| 2009년          | 수어사이드 브라더스 The Continuing and Lamentable Saga of the Suicide Brothers         | 더 페어리 역                       | 단편 영화               |
| 2010년          | 런던 블러바드 London Boulevard                                                         | 샬롯 역                            |                         |
| 2010년          | 네버 렛 미 고 Never Let Me Go                                                          | 루스 C. 역                         |                         |
| 2010년          | 라스트 나잇 Last Night                                                                 | 조애나 리드 역                     |                         |
| 2010년          | 스티브 Steve                                                                           | 여자 역                            | 단편 영화               |
| 2011년          | 데인저러스 메소드 A Dangerous Method                                                   | 사비나 슈필라인 역                 |                         |
| 2012년          | 세상의 끝까지 21일 Seeking a Friend for the End of the World                           | 퍼넬러피 록하트 역                 |                         |
| 2012년          | 안나 카레니나 Anna Karenina                                                            | 안나 카레니나 역                   |                         |
| 2012년          | Stars in Shorts                                                                        | 여자 역                            | 옴니버스 영화           |
| 2013년          | 잭 라이언 Jack Lion                                                                    | 캐시 라이언 역                     |                         |
| 2014년          | 이미테이션 게임 The Imitation Game                                                     | 조앤 클라크 역                     |                         |
| 2014년          | 래기스 Laggies                                                                         | 메간 역                            |                         |
| 2014년          | 비긴 어게인 begin again                                                                | 그레타 역                          |                         |
| 2015년          | 에베레스트 Everest                                                                     | 잰 아널드 역                       |                         |
| 2016년          | 나는 사랑과 시간과 죽음을 만났다 Collateral Beauty                                     | 에이미 역                          |                         |
| 2017년          | 캐리비안의 해적: 죽은 자는 말이 없다 Pirates of the Caribbean: Dead Men Tell No Tales  | 엘리자베스 스완 역                 |                         |
| 2018년          | 콜레트                                                                                 | 콜레트 역                          |                         |
| 2018년          | 호두까기 인형과 4개의 왕국                                                             | 슈가 플럼 요정 역                  |                         |
| 2019년          | 오피셜 시크릿                                                                          | 캐서린 건 역                       |                         |
| 2019년          | 베를린, 아이 러브 유                                                                   | 제인 역                            |                         |
| 2019년          | 애프터 워                                                                              | 레이첼 모건 역                     |                         |
| 2020년          | 미스비헤이비어                                                                         | 샐리 알렉산더 역                   |                         |
| 2021년          | 사일런트 나이트                                                                        | 넬 역                              |                         |
| 2023년          | 보스턴 교살자 Boston Strangler                                                         | 로레타 맥로린 역                   |                         |
| 텔레비전 드라마 |                                                                                        |                                    |                         |
| 연도            | 제목                                                                                   | 역할                               | 참고                    |
| 1993년          | 로얄 셀레브레이션 Royal Celebration                                                    | 어린 소녀 역                       |                         |
| 1995년          | 빌리지 어페어 A Village Affair                                                         | 나타샤 조단 역                     |                         |
| 1995년          | 더 빌                                                                                  | 쉬나 로즈 역                       |                         |
| 1996년          | The Treasure Seekers                                                                   | 공주 역                            |                         |
| 1998년          | 커밍 홈 Coming Home                                                                    | 어린 주디스 던바 역                |                         |
| 1999년          | 올리버 트위스트 Oliver Twist                                                           | 로즈 플레밍 역                     |                         |
| 2001년          | 로빈 훗의 딸 Princess of Thieves                                                       | 그윈 역                            |                         |
| 2002년          | 닥터 지바고 Doctor Zhivago                                                             | 라라 안티포바 역                   |                         |
| 2003년          | 로앤오더 Law & Order                                                                   | 케이트 역                          |                         |
| 2007년          | Robbie the Reindeer in Close Encounters of the Herd Kind                               | Em 역                              |                         |
| 2011년          | 네버랜드 Neverland                                                                     | 팅커 벨 역                         |                         |
| 2024년          | 블랙 도브 Black Doves                                                                  | 헬렌 역                            |                         |
| 연극            |                                                                                        |                                    |                         |
| 연도            | 제목                                                                                   | 역할                               | 참고                    |
| 2009년, 2010년  | The Misanthrope                                                                        | 제니퍼 (셀리멘) 역                 | 런던, 코미디 극장(공연) |
| 2011년          | The Children's Hour                                                                    | 캐런 라이트 역                     | 런던, 코미디 극장(공연) |

## 상훈 내역
- 2002년 골든 웨이브 어워드: 최우수 여자배우상 (슈팅 라이크 베컴) with 파민더 나그라
- 2002년 런던 영화 비평가 협회: 최우수 신인상 (슈팅 라이크 베컴)
- 2003년 아일랜드 영화 & 텔레비전 아카데미: 시청자 최우수 해외 여자배우상 (캐리비안의 해적 - 블랙 펄의 저주)
- 2003년 SFX 어워드: 최우수 여자배우상 (캐리비안의 해적 - 블랙 펄의 저주)
- 2003년 틴 초이스 어워드: 초이스 무비 케미스트리상 (캐리비안의 해적 - 블랙 펄의 저주) with 올랜도 블룸
- 2003년 틴 초이스 어워드: 초이스 무비 키스상 (캐리비안의 해적: 블랙 펄의 저주) with 올랜도 블룸
- 2004년 워싱턴 D.C. 영화 비평가 협회: 최고의 앙상블상 (러브 액츄얼리)
- 2004년 아일랜드 영화 & 텔레비전 아카데미: 시청자 최우수 해외 여자배우상 (킹 아더)
- 2005년 CAMIE[주 1] 어워드 (오만과 편견)
- 2005년 댈러스-포트워스 영화 비평가 협회: 여우주연상 (오만과 편견)
- 2005년 전미 비평가 협회: 여우주연상 (오만과 편견)
- 2006년 피플스 초이스 어워드: 좋아하는 영화 매치업상 (캐리비안의 해적: 망자의 함) with 조니 뎁
- 2006년 틴 초이스 어워드: 초이스 무비 심술상 (캐리비안의 해적: 망자의 함)
- 2006년 틴 초이스 어워드: 초이스 무비 키스상 (캐리비안의 해적: 망자의 함) with 올랜도 블룸
- 2006년 틴 초이스 어워드: 초이스 무비 비명상 (캐리비안의 해적: 망자의 함)
- 2007년 피플스 초이스 어워드: 좋아하는 여성 액션 스타상 (캐리비안의 해적: 세상의 끝에서)
- 2007년 틴 초이스 어워드: 초이스 무비 액션 어드벤처부분 여자배우상 (캐리비안의 해적: 세상의 끝에서)
- 2007년 엠파이어 여우주연상 (어톤먼트)
- 2007년 렘브란트 어워드: 최우수 해외 여자배우상 (어톤먼트)
- 2007년 틴 초이스 어워드: 초이스 무비 드라마부분 여자배우상 (어톤먼트)
- 2011년 엠파이어 어워드: 엠파이어 히어로상
- 2014년 제18회 할리우드 영화제: 여우조연상 (이미테이션 게임)
- 2014년 피닉스 비평가 협회: 여우조연상 (이미테이션 게임)
- 2015년 주피터 어워드: 외국여자배우상 (비긴 어게인)
- 2018년 대영 제국 훈장 4등급(OBE) 수훈[13]

### 내용주
1. ↑  CAMIE; Character and Morality in Entertainment

### 참조주
1. ↑  잭 폴리. “The Jacket – Keira Knightley Q&A”. 《IndieLondon》. 2011년 4월 3일에 원본 문서에서 보존된 문서. 2008년 8월 25일에 확인함.
2. ↑  마크 브라운 (2011년 9월 2일). “Venice film festival 2011: Keira Knightley talks costume drama”. 《The Guardian》. 2012년 7월 5일에 확인함.
3. ↑  “Keira Knightley loves period films, hates corsets”. 《MSNBC》. 2008년 9월 16일. 2012년 11월 19일에 원본 문서에서 보존된 문서. 2012년 7월 5일에 확인함.
4. ↑  The Press Association (2008년 7월 24일). “Diaz top earning Hollywood actress”. Somerset County Gazette. 2008년 12월 2일에 원본 문서에서 보존된 문서. 2008년 10월 20일에 확인함.
5. ↑  캐서린 엘즈워스 (2008년 7월 24일). “Keira Knightley is highest earning British Hollywood star on Forbes list”. 《텔레그래프》 (런던). 2008년 10월 16일에 원본 문서에서 보존된 문서. 2008년 10월 20일에 확인함.
6. ↑  저스틴 피카디 (2007년 9월 2일). “Keira Knightley: a not so serious player”. 《The Daily Telegraph》. 2016년 1월 5일에 원본 문서에서 보존된 문서. 2012년 12월 7일에 확인함.
7. ↑  조 우티치 (2008년 6월 20일). “Keira Knightley On Welsh Accents and Life After Pirates”. Rotten Tomatoes. 2008년 10월 20일에 확인함.
8. ↑  “Keira Knightley biography”. 《The Biography Channel!Bio》. 2012년 6월 2일에 원본 문서에서 보존된 문서. 2012년 9월 23일에 확인함.
9. ↑  벤지 윌슨 (2009년 8월 22일). “In a taxi with...model Jamie Dornan”. 데일리 메일. 2012년 6월 12일에 확인함.
10. ↑  리처드 화이트 (2010년 1월 13일). “Keira's Not Getting It Knightley”. 런던: 선. 2015년 12월 8일에 원본 문서에서 보존된 문서. 2010년 1월 13일에 확인함.
11. ↑  피터 지카스. “Keira Knightley's Latest Starring Role: Bridesmaid at Brother's Wedding”. 2011년 5월 1일에 확인함.
12. ↑  에밀리 셰리던 (2012년 5월 25일). “Never Let Her Go: Keira Knightley engaged to marry rocker boyfriend James Righton”. 《데일리 메일》 (Associated Newspapers). 2012년 5월 25일에 확인함.
13. ↑  “Supplement No. 1: Birthday Honours List - United Kingdom”. 《런던 가제트》 (영어) (62310): B12. 2018년 6월 9일.